# Пиаш (Серпа)
Пи́аш (порт. Pias) — фрегезия (район) в муниципалитете Серпа округа Бежа в Португалии. Территория — 163,68 км². Население — 3036 жителей. Плотность населения — 18,5 чел/км².